# Delphinium exaltatum
Delphinium exaltatum är en ranunkelväxtart som beskrevs av William Aiton. Delphinium exaltatum ingår i släktet storriddarsporrar, och familjen ranunkelväxter. Inga underarter finns listade i Catalogue of Life.